# Сурья Палох
Сурья Палох (индон. Surya Paloh; род. 16 июля 1951, Банда-Ачех) — индонезийский политический деятель.

## Биография
Владелец конгломерата Media Group, в который входят ежедневная газета Media Indonesia и круглосуточный новостной телеканал MetroTV. В политической деятельности: был председателем консультативного совета политической партии «Голкар», третьей по величине в Индонезии. Также является основателем движения национал-демократов, которое позже 26 июля 2011 года переродилось в «Национальную демократическую партию Индонезии».
В январе 2013 года на первом съезде был избран председателем «Национальной демократической партии Индонезии» на 5 лет. Конференция также предоставила ему полное право определять партийную стратегию и политику и взять курс на победу на выборах 2014 года. Позже в том же месяце один из основателей и спонсор, медиа-магнат Хари Таноесоедибхо, основатель огромной медиагруппы Media Nusantara Citra, неожиданно покинул партию в знак протеста против назначения Сурьи Палоха и перешёл в Народную партию совести, возглавляемую бывшим генералом Виранто.